# Libor Turek
Libor Turek (ur. 5 lutego 1971 w Uściu nad Łabą) – czeski polityk i ekonomista należący do Obywatelskiej Partii Demokratycznej. Od 2021 roku jest posłem Izby Poselskiej, wcześniej angażował się w działalność polityczną na poziomie samorządowym.